# Ngày chủ nhật sôi động
Ngày chủ nhật sôi động (tên phim gốc tiếng Pháp: Vivement dimanche!), là phim Pháp công chiếu năm 1983, dựa theo tiểu thuyết The Long Saturday Night của nhà văn Mỹ Charles Williams. Phim do François Truffaut đạo diễn và cũng là phim cuối cùng của đạo diễn tài danh này. Ông mất năm sau do khối u não, hưởng dương 52 tuổi.

## Truyện phim
Claude Massoulier bị sát hại khi đang đi săn. Ngẫu nhiên Julien Vercel (Jean-Louis Trintignant), một nhà môi giới địa ốc, lại có mặt cùng lúc tại địa điểm xảy ra án mạng. Dấu tay của Julien Vercel tìm thấy trên xe Massoulier. Khi cảnh sát điều tra phát hiện thêm Marie-Christine Vercel (Caroline Sihol), vợ Julien, là tình nhân của Massoulier; họ xem Julien là nghi phạm chính. Tuy nhiên Barbara Becker (Fanny Ardant), thư  ký của Julien, dù không tin lắm vào việc ông vô tội, nhưng cũng tự tiến hành điều tra riêng vụ án mạng. Và nhiều bất ngờ xảy ra...

## Phân vai
- Fanny Ardant... 	Barbara Becker
- Jean-Louis Trintignant... 	Julien Vercel
- Jean-Pierre Kalfon... 	Massoulier (the priest)
- Philippe Laudenbach... 	Maitre Clement
- Philippe Morier-Genoud... 	Supt. Santelli
- Xavier Saint-Macary... 	Bertrand Fabre
- Jean-Louis Richard... 	Louison
- Caroline Sihol... 	Marie-Christine Vercel
- Castel Casti
- Anik Belaubre... 	Paule Delbecq
- Yann Dedet... 	Angel Face
- Nicole Félix... 	The scarfaced whore
- Georges Koulouris... 	Lablache
- Pascale Pellegrin... 	Secretarial candidate
- Roland Thénot... 	Jambreau